# 1949년 퀸 샬럿 제도 지진
1949년 퀸 샬럿 제도 지진은 8월 21일 오후 8시 1분(PDT)에 하이다과이 (당시 퀸 샬럿 제도로 알려짐)와 태평양 북서부 해안을 강타한 지진이다. 지진의 모멘트 규모는 Mw8.0이고 표면파 규모는 Ms8.1이다. 최대 수정 메르칼리 진도 계급은 VIII이다.
이번 본진은 판 경계간 지진으로, 그레이엄섬의 험준한 해안 바로 인근 해저에서 단층 파괴가 시작되었다. 지진으로 단층이 퀸 샬럿 단층을 따라 북쪽과 남쪽으로 500 km 이상 파열되었다. 진동은 브리티시컬럼비아주, 워싱턴주, 오리건주, 앨버타주, 유콘 준주, 알래스카주 전역에서 느껴졌다. 지진으로 인한 사망자는 없다.

## 지진
1949년 퀸 샬럿 제도 지진은 태평양판과 북아메리카판의 경계 일부를 이루는 퀸 샬럿 단층의 파열로 발생했다. 이 단층은 밴쿠버섬 북쪽, 하이다과이 서쪽, 알래스카만까지 이어진다. 지진은 단층을 500 km 이상 파열시켰다.
이 지진은 현대의 표면파 규모가 개발되어 널리 사용되기 전에 발생했기 때문에, 2012년 하이다과이 지진과 동일한 규모를 가졌을 수도 있다. 앞으로 두 지진 사건을 비교하는 연구가 진행될 수도 있다.
이 지진은 1906년 샌프란시스코 지진보다 규모가 크며, 지진계에 기록된 캐나다의 가장 큰 지진이다. 그러나 캐나다 역사상 가장 큰 지진은 북부 캘리포니아에서 브리티시컬럼비아주 남서부에 이르는 태평양 북서부 해안을 따라 발생한 해구형 지진인 1700년 캐스케이디아 지진으로, 릭터 규모 M9에 달했다.

## 피해
이 지진으로 사망자는 없었지만, 사람과 동물이 쓰러지고 산사태 및 기타 피해가 발생했다. 굴뚝이 무너지고, 쿰셰와만의 유류 탱크가 붕괴되었다.
본토에서 300 km 이상 떨어진 테라스의 서비스 커뮤니티에서는 자동차가 흔들렸고, 거리에서 서 있는 것이 "바다 위를 흔들리는 배의 갑판에 있는 것 같다"는 증언이 있다. 진앙에서 약 200 km 떨어진 항구 도시 프린스루퍼트에서는 창문이 파손되고 건물이 흔들렸다.

## 같이 보기
- 1949년 지진 목록
- 캐나다의 지진 목록